# Lygus humeralis
Lygus humeralis är en insektsart som beskrevs av Knight 1917. Lygus humeralis ingår i släktet Lygus och familjen ängsskinnbaggar. Inga underarter finns listade i Catalogue of Life.